# Den poté (film, 2004)
Den poté (anglicky The Day After Tomorrow) je americký katastrofický sci-fi thriller z roku 2004 režiséra Rolanda Emmericha s Denisem Quaidem a Jake Gyllenhaalem v hlavní roli. Hlavní ženské role zde vytvořily Emmy Rossumová a Sela Wardová. Film byl natočen podle knižní předlohy The Coming Global Superstorm.
Jde o katastrofický film, který líčí představu jakési možné novodobé apokalypsy, která by mohla nastat, kdyby došlo k náhlé globální klimatické změně vlivem narušeného koloběhu vody a na něj navázaného koloběhu tepla ve světových oceánech, která by na Zemi vedla k velmi rychlému nástupu nové doby ledové.

## Hrají
- Dennis Quaid – profesor Jack Hall, hlavní americký vládní klimatolog a otec Sama Halla
- Jake Gyllenhaal – Sam Hall, dospívající syn Jacka a Lucy Hallových
- Emmy Rossum – Laura Chapman, kamarádka, přítelkyně a vyvolená dívka Sama Halla
- Ian Holm – profesor Terry Rapson, kolega Jacka Halla na stanici ve Skotsku
- Sela Ward – Dr. Lucy Hallová, lékařka-psycholožka, manželka Jacka Halla a Samova matka
- Christopher Britton – Vorsteen, Jackův kamarád
- Arjay Smith – Brian Parks, přítel a kamarád Sama Halla
- Dash Mihok – Jason Evans, Jackův přítel a kolega
- Jay O. Sanders – Frank Harris, Jackův přítel a kolega
- Sasha Roiz – Parker, astronaut na Mezinárodní vesmírné stanici
- Austin Nichols – J.D., Samův rival
- Adrian Lester – Simon, kolega a přítel Terryho Rapsona
- Tamlyn Tomita – Janet Tokada, specialista na hurikány z NASA, kolegyně Jacka Halla
- Glenn Plummer – Luther, bezdomovec z New Yorku
- Perry King – prezident Blake, prezident USA
- Kenneth Welsh – Raymond Becker, viceprezident USA, později prezident USA
- Amy Sloan – Elsa, žena přeživší katastrofu ve skupině v knihovně
- Sheila McCarthy – Judith, knihovnice
- Nestor Serrano – Gomez, ředitel NOAA

## Díla s podobnou tematikou

### Knihy a literatura
- The Coming Global Superstorm – původní knižní předloha
- Fifty Degrees Below – novela Kima Stanleyho Robinsona, v níž skleníkový efekt naruší Golfský proud; rychlost ochlazování je však poněkud mírnější
- Six Degrees: Our Future on a Hotter Planet – odborná naučná kniha (bez fikce)
- Time of the Great Freeze – novela Roberta Silverbega o další době ledové
- The World in Winter – kniha z roku 1962 Hohna Christophera o počátku nové doby ledové

#### Filmy
- 2012 (film)
- Proroctví (film, 2009)

#### Televize
- The Midnight Sun, epizoda z televizního seriálu The Twilight Zone, v níž se Země rychle zahřívá
- Superstorm, miniseriál BBC z roku 2007
- Two Days Before the Day After Tomorrow, epizoda ze South Park, která paroduje tento film